# Paul Wolfowitz
Paul Dundes Wolfowitz, född 22 december 1943 i Brooklyn, New York, är en amerikansk f.d. politiskt tillsatt ämbetsman, akademiker och ideolog (republikan). 
Han företrädde den neokonservativa riktningen inom Bushadministrationen och var en varm förespråkare för Irakkriget.

## Biografi
Wolfowitz studerade vid Cornell University med matematik som huvudämne och tog 1972 en Ph.D. i statsvetenskap vid University of Chicago.
Han arbetade vid Policy Planning Staff i USA:s utrikesdepartement och var mellan 1986 och 1989 USA:s ambassadör i Indonesien. Han utsågs 1989 av president George H.W. Bush till Under Secretary of Defense for Policy (en politisk ämbetsmannapost ungefär motsvarande understatssekreterare) vid USA:s försvarsdepartement då Dick Cheney var USA:s försvarsminister, en post Wolfowitz hade fram till att Clintonadministrationen tog vid i januari 1993.
Åren 1994-2001 var han professor i internationella relationer vid Paul H. Nitze School of Advanced International Studies vid Johns Hopkins University, efter att tidigare ha undervisat i statsvetenskap vid Yale University.
År 2001–2005 tjänstgjorde han som USA:s biträdande försvarsminister i Bushadministrationen, den näst högsta befattningen i försvarsdepartementet, efter försvarsminister Donald Rumsfeld. 
Wolfowitz tillträdde i juni 2005 som chef för Världsbanken, då han efterträdde James Wolfensohn. Wolfowitz efterträddes som biträdande försvarsminister av Gordon England.
Våren 2007 kritiserades han starkt för att ha brutit mot Världsbankens regler genom att otillbörligt ha gynnat flickvännen Shaha Riza. Han hade befordrat henne inom banken, med tillhörande löneökning. Krav restes på Wolfowitz avgång. Han vägrade först att hörsamma dessa krav, men då det stod klart att han inte längre hade styrelsens förtroende meddelade han den 18 maj sin avgång. Han lämnade sin post den 30 juni 2007. Efter sin avgång från Världsbanken har han varit verksam vid American Enterprise Institute i Washington, D.C..